# Comuna Veaceslavka, Prîmorsk
Veaceslavka (în ucraineană Вячеславка) este o comună în raionul Prîmorsk, regiunea Zaporijjea, Ucraina, formată din satele Marînivka și Veaceslavka (reședința).

## Demografie
Componența lingvistică a comunei Veaceslavka
     Rusă (58,39%)
     Bulgară (33,13%)
     Ucraineană (8,42%)
Conform recensământului din 2001, majoritatea populației comunei Veaceslavka era vorbitoare de rusă (58,39%), existând în minoritate și vorbitori de bulgară (33,13%) și ucraineană (8,42%).